# Prague Towers
Prague Towers nebo také Pražské Věže jsou dvě výškové obytné budovy (A a B) nacházící se v Praze 5, Stodůlkách, poblíž Prokopského a Dalejského údolí. Nejbližší stanice metra (Lužiny) je vzdálená přibližně 600 m. Budova byla postavena developerskou skupinou Central Group. Půdorys obou věží je vepsán do kruhu, v přízemí se nachází prostor s obchody.
V obou rezidencích se dohromady nachází necelých 300 bytů, k listopadu 2016 se řadily mezi 30 nejvyšších budov Prahy.